# Scholae palatinae

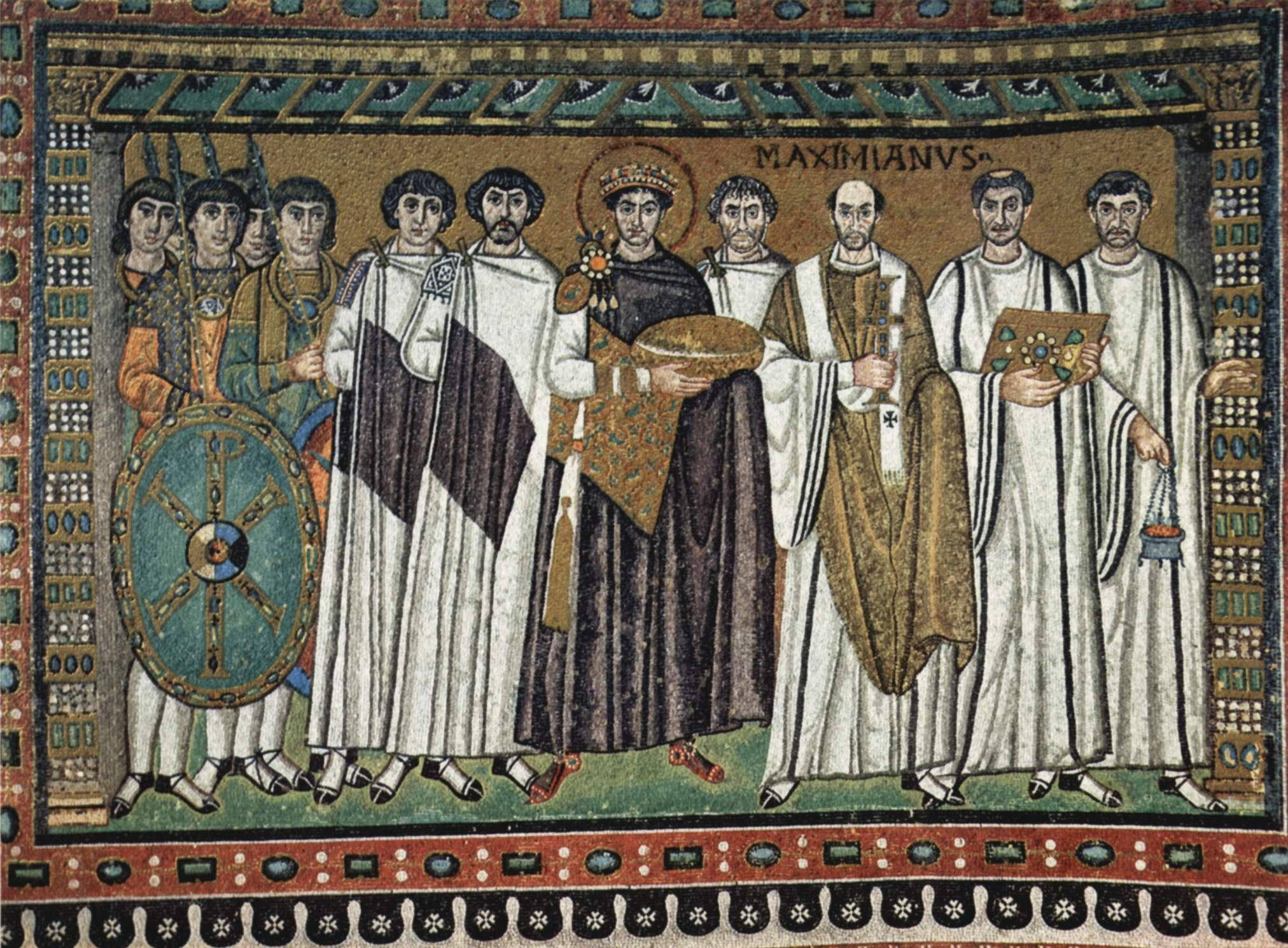
Kaiser Justinian I. und sein Hofstaat samt einigen scholares mit typischen goldenen Torques auf der linken Seite des Bildes, Mosaik aus der Basilica di San Vitale, Ravenna.

Die scholae palatinae (Sg. schola palatina), eingedeutscht auch Scholen (Singular Schole), waren berittene Gardetruppen der spätrömischen Kaiser, die seit den letzten Jahren Kaiser Konstantins nachweisbar sind. Dieser Truppenkörper war nicht Teil des Reichsheeres, sondern gehörte als Leibgarde der Kaiser zum Hofgesinde und war somit dem magister officiorum unterstellt. Bereits unter Kaiser Zenon hatte diese Gardeeinheit keine Schutzfunktion mehr und wurde nur noch für Paradezwecke und das Hofzeremoniell verwendet. Die scholae palatinae dienten im Oströmischen Reich, bis sie von Kaiser Alexios I. im späten 11. Jahrhundert aufgelöst wurden.

## Etymologie
Neben der Bedeutung für Schule bezeichnete eine schola auch häufig ein Vereinsgebäude, das hauptsächlich zur Mitgliederversammlung genutzt wurde. Vermutlich wird der Name der schola palatina von ihrem mit dem Kaiserpalast verbundenen Versammlungslokal hergeleitet, was ab dem 4. Jahrhundert zu der Verwendung des Begriffes schola für militärische Truppenkörper im imperialen Gefolge führt.

## Geschichte und Struktur

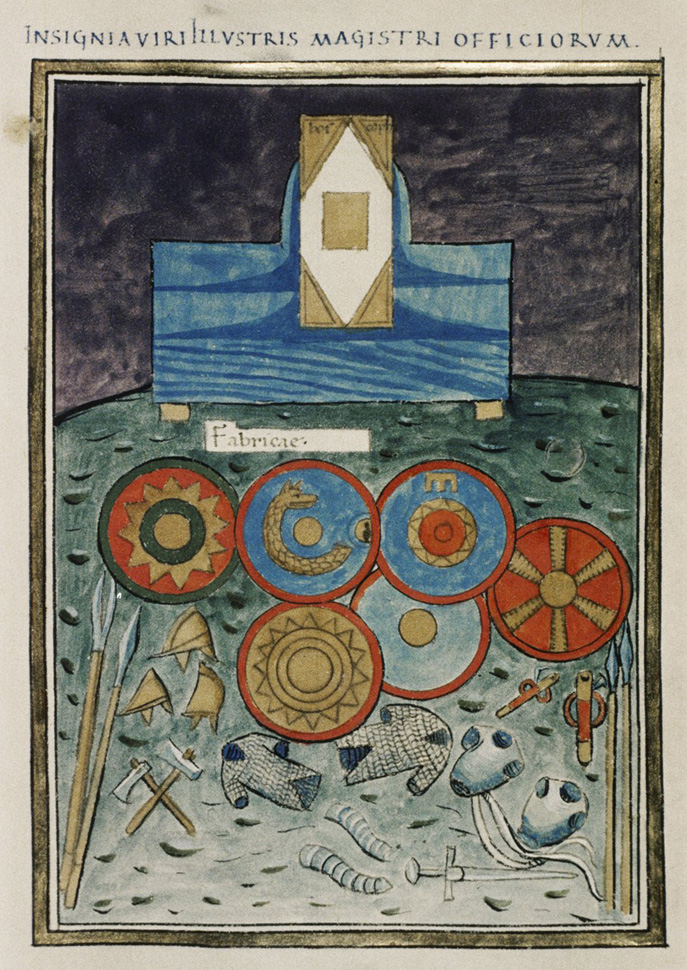
Oben: Insignien des Magister Officiorum (Ostreich), Mitte: die Schildzeichen der östlichen scholae, unten: Waffen und Rüstungen von Panzerreitern (Notitia Dignitatum).

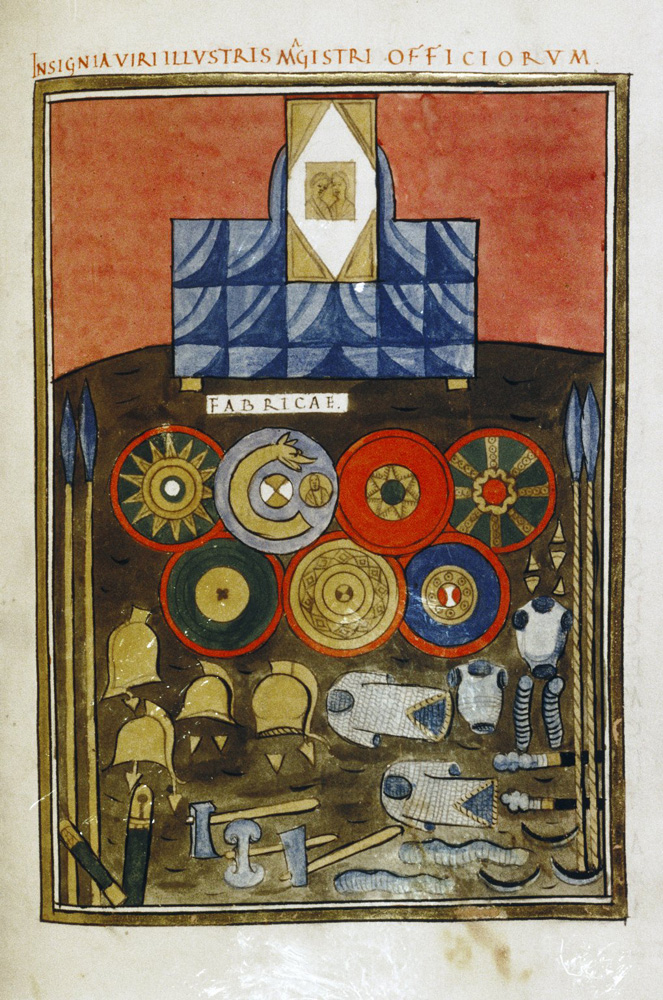
Oben: Die Insignien des Magister Officiorum (Westreich), Mitte: die Schildzeichen der westlichen scholae, unten: Waffen und Rüstungen von Panzerreitern (Notitia Dignitatum).

Die scholae palatinae wurden ab 312 als ein Ersatz für die Prätorianergarde etabliert. Im Streit um die Thronfolge zwischen Konstantin I. und seinem Rivalen Maxentius bildeten die Prätorianer den Hauptanteil des gegnerischen Heeres und waren nach Konstantins Sieg an der Milvischen Brücke nicht mehr als Gardetruppe tragbar.
Jede schola war in eine Kavallerieeinheit von rund 500 Mann organisiert. Die meisten Scholaren (lateinisch: scholares, griechisch: σχολάριοι scholárioi) wurden aus germanischen oder anderen barbarischen Stämmen rekrutiert, da diese von innerrömischen Intrigen weniger beeinflusst und deswegen loyaler waren. Weiter dienten auch Isaurier und Armenier bei den scholae.
Kommandeur jeder schola war ein comes domesticorum, der allerdings im Gegensatz zu anderen comites dem magister officiorum unterstellt war. Der Comes wiederum hatte Domestici als Stabsoffiziere unter sich. Die Notitia Dignitatum spricht im 4. Jahrhundert von fünf scholae im West- und sieben im Oströmischen Reich. Als Gardetruppen bezogen die Scholaren mehr Privilegien als Soldaten der regulären Armee, wie Extrarationen und Befreiung von gewissen Steuern.
Als die Kaiser aufhörten selbst in den Kampf zu ziehen, verloren die scholae durch die mangelnde Kampferfahrung ihre Bedeutung als Leibwächtereinheit. Sie wurden im Osten unter Kaiser Leo I. von den Excubitores abgelöst und verkamen schlussendlich unter Kaiser Zenon zur Paradetruppe, während sie im Westen von Theoderich dem Großen gänzlich aufgelassen wurden. Im Byzantinischen Reich dienten die scholae nach den Reformen von Militär und Verwaltung im 6. und 7. Jahrhundert in der sogenannten Tagma der Scholai jedoch nur noch für zeremonielle Zwecke.